# Savjetoprimac
Savjetoprimac (eng. advice taker) je hipotetski računalni program kojeg je 1958. predložio američki informatičar John McCarthy u svom djelu Programs with Common Sense. Vjerojatno je to bilo prvi put gdje se predložilo uporabiti matematičku logiku radi prikazivanja informacije na računalu, a ne samo kao predmet nekog drugog programa. Moguće je i prvo djelo koje predlaže mogućnosti rasuđivanja koje pruža zdrav razum (eng. common sense) kao ključ za umjetnu inteligenciju.